# Coleta
Coleta – wieś w Stanach Zjednoczonych, w stanie Illinois, w hrabstwie Whiteside.